# Закон о вечной приватизации целины
Закон о вечной приватизации целины (яп. 墾田永年私財法 кондэн эйнэн сидзай-хо) — закон в древнем японском «правовом государстве» VIII—X веков, периодов Нара и Хэйан, который закреплял право частной собственности людей на разработанные ими целинные земли.

## История
Провозглашён в 743 году. Вступил в силу с момента провозглашения. Упоминается в «Сёку Нихонги», «Рёгигэ», «Руйдзю Сандайкяку».

## Положения закона
Содержал следующие базовые положения:
- провозглашал пожизненное право частной собственности лиц на целинные земли;
- устанавливал пределы площади целинных земель, которые можно было приватизировать, в зависимости от ранга и должности лица;
- обязывал провинциалов кокуси заниматься вопросами целинных земель;
- определял детальную процедуру приватизации целинной земли.

## Значение
В традиционной японской историографии «Закон» рассматривается как главная причина упадка японского «правового государства», базировавшегося на примате государственной собственности. Приватизация земли аристократами, монастырями и святилищами укрепила их финансовое положение, ослабила контроль центральной власти над ними и вызвала постепенное уменьшение авторитета Императора.
В новейших исследованиях приводится мнение, что «правовое государство» обветшало из-за устаревшего и несовершенного японского законодательства, а не существования института частной собственности, признанного «Законом».